# Hulikallu, Arkalgud
Hulikallu là một làng thuộc tehsil Arkalgud, huyện Hassan, bang Karnataka, Ấn Độ.